# Zagaje (powiat świebodziński)
Zagaje (niem. Grunwald)– wieś w Polsce położona w województwie lubuskim, w powiecie świebodzińskim, w gminie Lubrza.
W latach 1975–1998 miejscowość należała administracyjnie do województwa zielonogórskiego.
Dawna osada górnicza, sąsiaduje z Buczyną tworząc jedno sołectwo. We wsi znajdują się pozostałości po cmentarzu ewangelickim.